# Lough Oughter
Lough Oughter (en irlandais : Loch Uachtair) est un lac ou plutôt un ensemble de lacs, dans le comté de Cavan couvrant 1464 hectares. Il se trouve sur le cours de la rivière Erne et constitue la partie sud de l'ensemble des lacs de Lough Erne. Les lacs sont grossièrement bordés par Belturbet au nord, la ville de Cavan à l'est, Crossdoney au sud et Killeshandra à l'ouest.

## Présentation
Les études scientifiques considèrent que le secteur de Lough Oughter forme un ensemble qu'on peut comparer avec l'exemple du paysage intérieur irlandais dominé par les drumlins inondés et qui abrite pourtant de nombreuses communautés biologiques riches et variétés . Nulle part ailleurs dans le pays, on ne rencontre un mélange aussi intime entre le relief et l'élément liquide. Un grand nombre d'espèces végétales de zones humides, certaines considérées comme communes à Lough Oughter et ses loughs associés, sont tout à fait rares en d'autres lieux. La population de cygnes chanteurs qui hivernent ici représente 3 % du stock total européen et l'endroit abrite la plus grande concentration de la République de reproducteurs du Grèbe huppé alors que l'espèce était considérée comme pratiquement éteinte au XIXe siècle.
Lough Oughter a longtemps été classé localement comme un lieu de pêche à la ligne et se trouve grossièrement sous-évalué pour ses qualités et son potentiel d'accueil concernant la vie sauvage liée à l'écotourisme et à l'éducation. La région est dorénavant reconnue comme une zone humide qui peut être incluse dans la liste Ramsar des zones humides d'importance internationale. Le conseil du comté de Cavan a délibéré : « Il est considéré comme étant nationalement et internationalement une valeur significative non seulement pour le pays mais aussi pour l'humanité tout entière. » Il est aussi établi que l'ensemble des lacs de Lough Oughter, avec le parc forestier de Killykeen, est classé habitat Natura 2000, zones spéciales pour la conservation (SAC) et zones de protection spéciale (SPA) placées sous législation européenne (EU legislation).
D'après des sources scientifiques, les principales menaces pour la qualité du site sont les risques de pollution de l'eau dus à des excès de fertilisants, l'épandage de boues et les déversements d'eaux usées, ce qui a fait monter le taux de nutriment de certains lacs et les a conduits à l'eutrophisation.
L'augmentation des surfaces plantées a conduit à la perte de zones humides et par conséquent des lieux de nourrissage pour les oiseaux hivernants comme l'Oie rieuse, Anser albifrons, ((en) Greenland White-fronted Geese).

## Loisirs et écotourisme

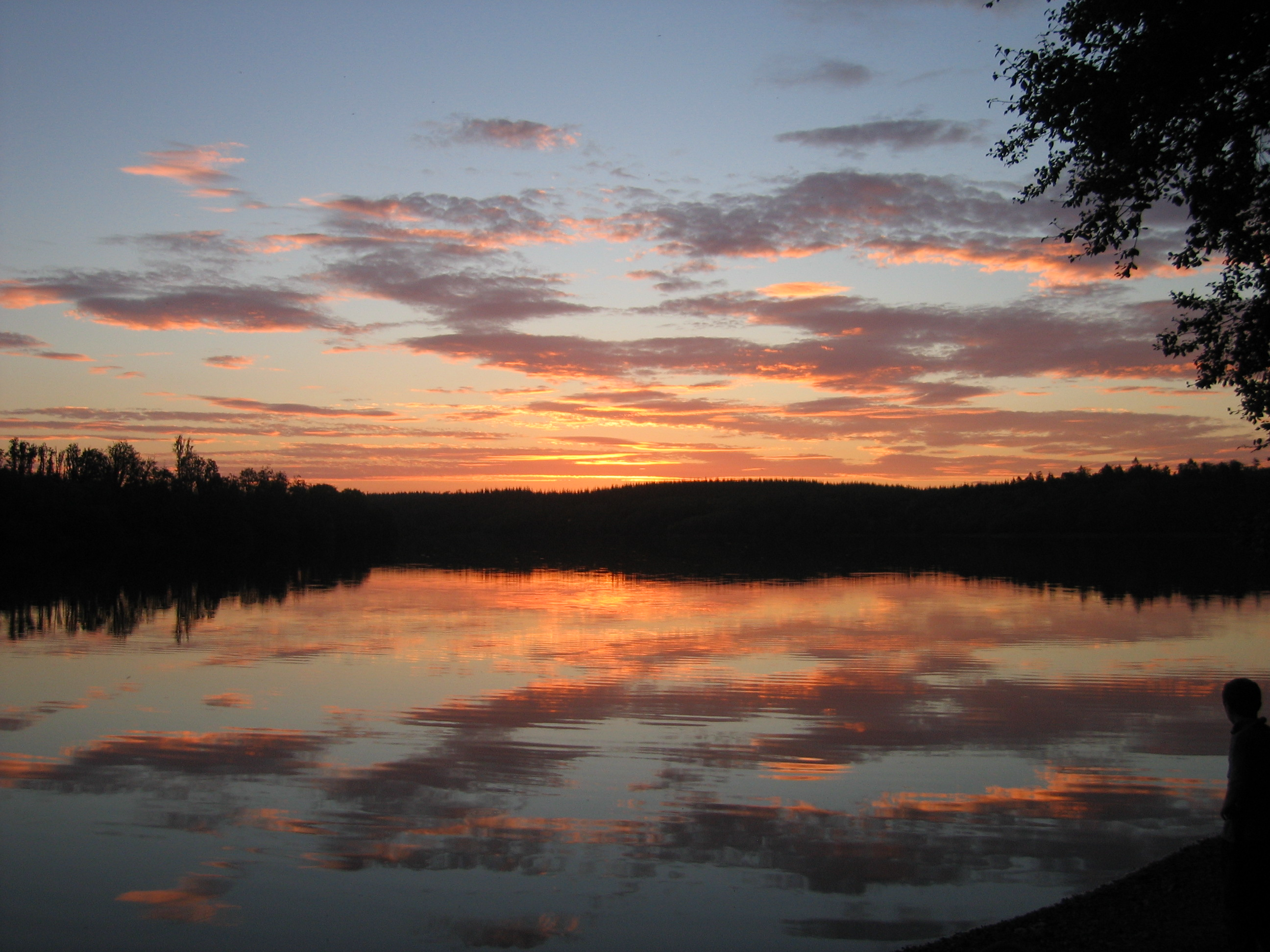
Coucher de soleil à Lough Oughter.

Avec leur beauté naturelle et leur bio-diversité, les lacs de l'ensemble de Lough Oughter et leurs zones humides sont un endroit idéal pour un écotourisme substantiel. Le revenu pourrait être significatif et procurer un gagne-pain localement et nationalement.
Les revenus générés par le tourisme dans les zones humides, au bénéfice de l'économie locale et nationale, peuvent être importants : les Broads, au Royaume-Uni, fournissent l'équivalent de 3 000 emplois à temps plein.
L'intérêt des zones humides réside également dans le fait qu'elles sont très utiles au niveau du stockage et de la fourniture d'eau, de la purification de l'eau, de la nourriture, du contrôle de l'érosion...
Le parc forestier de Killikeen ((en) Killykeen Forest Park) est associé à la banque suisse Coillte, contrôlée par le semi-gouvernement, pour en faire une forêt commerciale alors qu'elle est reconnue de longue date pour son intérêt historique remarquable et ses qualités pour les loisirs en toute saison. Elle n'est située qu'à environ 8 km de Cavan et installée sur l'autre rive de l'ensemble des lacs de Lough Oughter. Les pêcheurs et les amateurs de randonnées, le long des rivages des plans d'eau ou sur les pistes forestières, en font un endroit très populaire. Un programme d'actions devrait être établi pour mener à bien l'implantation d'activités liées à l'écotourisme très prochainement.

## Histoire

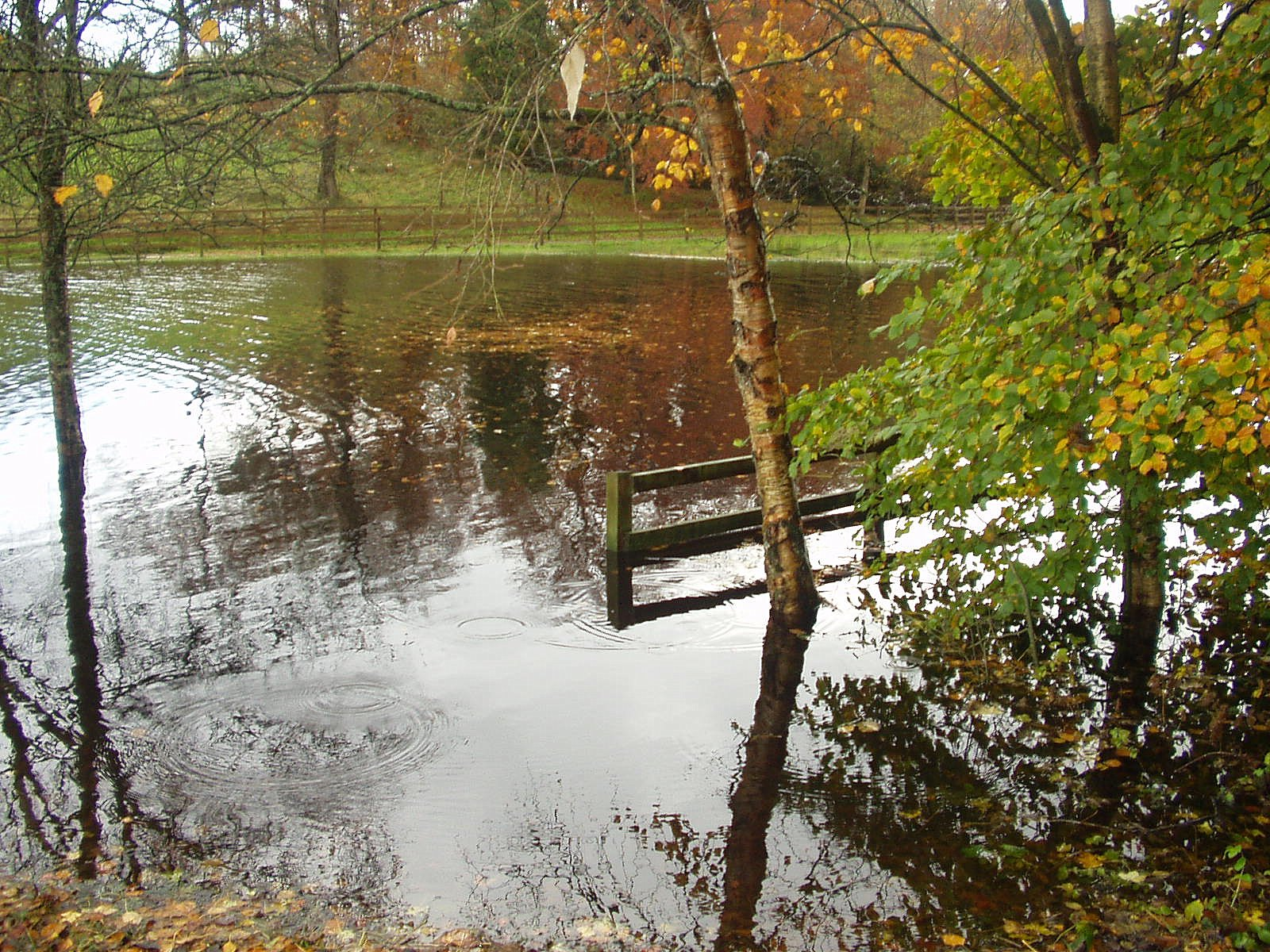
Inondation automnale après de fortes pluies.

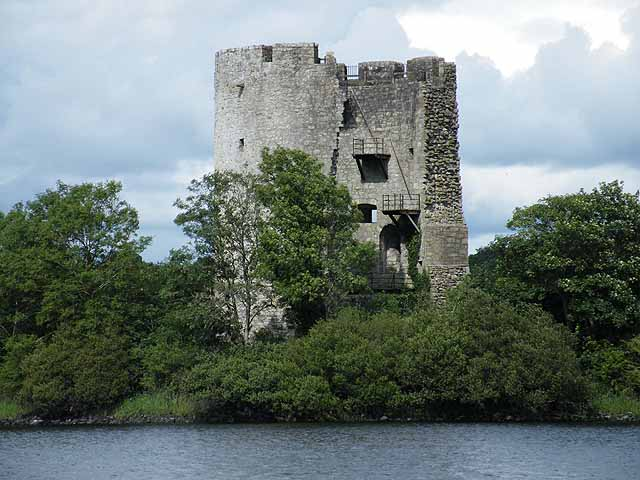
Château de Clogh Oughter, du XIIIe siècle, construit sur une île.

Le nom de Lough Oughter évoque l'ancienne installation monastique sur l'île de la Trinité ((en) Trinity Island), les sites anciens de crannogs sur les îles et les structures tombales mégalithiques,. Quand les Anglo-normands sont arrivés, ils ont construit l'impressionnant château de Clogh Oughter qui est situé sur une île minuscule de Lough Oughter, à partir du XIIIe siècle. De construction circulaire, il a 15,5 mètres de dimension pour son diamètre extérieur, et  18 mètres de haut. Le rivage le plus proche est à approximativement 130 mètres de là, tout près du lac, à Inishconnell Rinn Point. Le château de Clogh Oughter a été le témoin de la turbulente histoire du Comté de Cavan et a probablement été construit pour protéger les chefs du clan O'Reilly de leurs voisins guerriers. Au xVIIe siècle, le château a changé plusieurs fois de propriétaire et a été l'un des derniers à être défendus et à tenir pendant les guerres des confédérés ((en) Confederate Wars). Avant, le château a servi de prison, en particulier, l'évêque anglican de Kilmore, William Bedell a été retenu en otage ici et le chef rebelle Owen Rua O'Neil y est mort en 1649, après en avoir fait son refuge. L'armée rebelle fut finalement vaincue en 1653, après quoi les murs du château furent canonnés et sont restés inoccupés mis à part les corneilles et les poules d'eau.
À la fin du XIXe siècle, le niveau d'eau de Lough Oughter a été abaissé pour mettre en culture des zones alluviales. Aujourd'hui, cependant, des projets sont établis avec Waterways Ireland pour relever les niveaux de manière à faciliter le tourisme et permettre aux bateaux de plaisance d'accéder aux lacs, à partir de la rivière Erne, directement de Killeshandra.